# Тоёсу (станция)
Станция Тоёсу (яп. 豊洲駅 тоёсу эки) — железнодорожная станция на линиях Юракутё и Юрикамомэ расположенная в специальном районе Кото, Токио. Станция обозначена номером Y-22 на линии Юракутё и номером U-16 на линии Юрикамомэ. Была открыта 8 июня 1988 года. На станционной платформе линии Юракутё установлены автоматические платформенные ворота. На станционной платформе линии Юрикамомэ установлены платформенные раздвижные двери.

## Планировка станции

### Линия Юракутё
Две платформы остовного типа и 4 пути. В настоящее время используются только 2 пути из четырёх.
| 1 | ○ Линия Юракутё | Син-Киба                                                 |
| 2 | ○ Линия Юракутё | Юракутё, Иидабаси, Икэбукуро, Вакоси, Синрин-Коэн, Ханно |

### Линия Юрикамомэ
| 1・2 | ■Линия Юрикамомэ | Ариакэ・Аоми・Дайба・Симбаси |

## Близлежащие станции
| «         |  | Линия           |  | »                |
| --------- |  | --------------- |  | ---------------- |
| Цукисима  |  | Линия Юракутё   |  | Тацуми           |
| Син-Тоёсу |  | Линия Юрикамомэ |  | Конечная станция |